# 1981年の文学
1981年の文学（1981ねんのぶんがく）では、1981年（昭和56年）の文学に関する出来事について記述する。

## できごと
- 1月14日 - 第1回日本SF大賞の選考会開催。堀晃の『太陽風交点』（早川書房）が受賞。
- 1月19日 - 第84回芥川龍之介賞・直木三十五賞（1980年下半期）の選考委員会開催。
- 4月15日 - 早川書房が徳間文庫版『太陽風交点』の出版差し止めを求めて、徳間書店及び堀晃を提訴。「太陽風交点事件」として知られる事件に発展する。
- 4月15日 - 青島幸男の『人間万事塞翁が丙午』（新潮社）が刊行される。同書は1981年年間ベストセラーの総合2位を記録した[1]。
- 5月1日 - 伊豆湯ヶ島の水生地に、川端康成の毛筆書きによる『伊豆の踊子』の冒頭文を刻んだ新たな文学碑が建立[2]。左半分の碑面には川端の顔のブロンズのレリーフがはめこまれている[2]。
- 5月20日 - 大阪の住吉神社境内に、川端康成の『反橋』の文学碑が建立[3]。
- 6月 – 長野県上水内郡鬼無里村（現・長野市鬼無里）松巌寺境内に、川端康成の『牧歌』の一節と、川端自筆の道元禅師の「本来の面目」――春は花 夏ほととぎす 秋は月 冬雪さえて 冷しかりけり――が刻まれた文学碑が建立[3]。
- 8月22日 - 向田邦子が遠東航空機墜落事故により死去。享年51。
- 8月25日 - 井上ひさしの『吉里吉里人』（新潮社）が刊行される。
- 10月4日 - 保田與重郎が死去。
- 10月28日 – 芥川比呂志が死去。
- 11月25日 - 第2回日本SF大賞の選考会開催。井上ひさしの『吉里吉里人』が受賞。

## 賞

### 芥川賞・直木賞
第84回（1980年下半期）
- 芥川賞 - 尾辻克彦『父が消えた』
- 直木賞 - 中村正䡄『元首の謀叛』

第85回（1981年上半期）
- 芥川賞 - 吉行理恵『小さな貴婦人』
- 直木賞 - 青島幸男『人間万事塞翁が丙午』

### その他の賞
- 谷崎潤一郎賞（第17回） - 後藤明生『吉野大夫』、深沢七郎『みちのくの人形たち』
- 泉鏡花文学賞（第9回） - 澁澤龍彦『唐草物語』、筒井康隆『虚人たち』
- 群像新人文学賞（第24回） - 笙野頼子「極楽」
- 野間文芸新人賞（第3回） - 村上龍『コインロッカー・ベイビーズ』、宮内勝典『金色の象』
- 群像新人長篇小説賞（第4回） - 受賞作なし[4]

## 1981年の本

### 小説
- 井上ひさし 『吉里吉里人』（新潮社）
- 椎名誠 『哀愁の町に霧が降るのだ』（情報センター出版局）
- 志水辰夫 『飢えて狼』（講談社）
- 氷室冴子 『恋する女たち』（集英社コバルト文庫）
- 堀田あけみ 『1980アイコ十六歳』（河出書房新社）
- 三石由起子 『ダイアモンドは傷つかない』（講談社）
- レイモンド・カーヴァー 『愛について語るときに我々の語ること』（クノップフ社）　※邦訳の刊行は1990年

### その他
- 姉崎一馬 『はるにれ』（福音館書店）
- 木下是雄 『理科系の作文技術』（中公新書）
- 小林信彦 『地獄の観光船』（集英社）
- 黒柳徹子 『窓ぎわのトットちゃん』（講談社）
- 沢木耕太郎 『一瞬の夏』（新潮社）
- 村上龍・村上春樹 『ウォーク・ドント・ラン』（講談社）

## 物故
- 1月18日 - 福原麟太郎、広島県出身の英文学者・随筆家。86歳没。
- 3月6日 - 荒畑寒村、日本の社会主義者・著述家。93歳没。
- 3月17日 - 赤尾兜子、兵庫県出身の俳人。56歳没。
- 5月9日 - ネルソン・オルグレン、米国の小説家。72歳没。
- 5月18日 - ウィリアム・サローヤン、米国の小説家・劇作家。72歳没。
- 7月17日 - 水原秋桜子、日本の俳人・医師。88歳没。
- 8月1日 - 神近市子、日本の婦人運動家・著述家・衆議院議員。93歳没。
- 8月1日 - パディ・チャイエフスキー、アメリカ合衆国の劇作家・脚本家。58歳没。
- 8月22日 - 向田邦子、日本のテレビドラマ脚本家・小説家。51歳没。
- 9月9日 - ジャック・ラカン、フランスの哲学者・精神科医。80歳没。
- 9月29日 - フランセス・イエイツ、イギリスの思想史家。81歳没。
- 10月4日 - 保田與重郎、日本の文芸評論家。71歳没。
- 10月28日 – 芥川比呂志、日本の演出家・演劇翻訳者。61歳没。
- 12月11日 - 田辺茂一、東京府出身の出版事業家。紀伊國屋書店の創業者。76歳没。
- 12月28日 - 横溝正史、兵庫県出身の推理作家。79歳没。